# Vệ tinh tự nhiên của Lempo
Hành tinh nhỏ 47171 Lempo có hai vệ tinh là Paha và Hiisi, chúng tạo thành một hệ thống ba. Tất cả những vật thể này được đặt tên theo những nhân vật trong thần thoại Phần Lan.

## Vệ tinh

### Paha
Paha là vệ tinh nhỏ hơn trong số hai vệ tinh của Lempo.
Vào ngày 8 tháng 12 năm 2001, các quan sát của Chadwick Trujillo và Michael Brown sử dụng Kính thiên văn vũ trụ Hubble, đã tiết lộ sự hiện diện của mặt trăng hành tinh nhỏ, ký hiệu tạm thời S / 2001 (47171) 1, sau này được đặt tên là Paha. Khám phá được công bố vào ngày 10 tháng 1 năm 2002. Vệ tinh có đường kính ước tính 132 + 8 −9 km. và bán trục lớn 7411 ± 12 km, quay quanh cấp 1 của nó trong 50.302 ± 0,001 d. Ước tính nó chỉ có khối lượng khoảng 7,5 × 1017 kg.

### Hiisi
Hiisi là vệ tinh lớn hơn của Lempo.
Năm 2007, phân tích hình ảnh Hubble đã tiết lộ rằng chính nó là một hệ thống nhị phân bao gồm hai thành phần có kích thước tương tự nhau. Trong khi thành phần đầu tiên (A1) duy trì tên Lempo, thành phần thứ hai, mới (A2), được chỉ định tạm thời S / 2007 (47171) 1, sau đó được đặt tên là Hiisi. Cặp trung tâm này có trục bán chính khoảng 867 km và thời gian khoảng 1,9 ngày.  Giả sử các albedos bằng nhau khoảng 0,079, Lempo và Hiisi xấp xỉ 272 + 17 −19 km và 251 + 16 Đường kính −17 km, tương ứng. Vệ tinh Paha được phát hiện trước đó quay quanh barycenter của hệ thống Lempo - Hiisi. Khối lượng hệ thống ước tính dựa trên chuyển động của Paha là (12,75 ± 0,06) × 1018 kg.  Chuyển động quỹ đạo của các thành phần Lempo bổ Hiisi cho khối lượng ước tính cao hơn (14,20 ± 0,05) × 1018 kg. Sự khác biệt có lẽ liên quan đến các tương tác hấp dẫn không được tính toán của các thành phần trong một hệ thống ba phức tạp.

## Danh sách
| Vệ tinh | Hình ảnh    | Bán trục lớn | Khối lượng               | Đường kính      |
| ------- | ----------- | ------------ | ------------------------ | --------------- |
| Paha    |             | 7411 ± 12 km | 7,5 × 1017 kg            | 132 + 8 −9 km   |
| Hiisi   | không khung | 867 km       | (14,20 ± 0,05) × 1018 kg | Kém Lempo 17 km |